# エリザベス・キャンベル (バレーボール)
エリザベス・キャンベル（出生名・Daniela Elizabeth Campbell、1994年4月26日 - ）は、アメリカ合衆国の元女子バレーボール選手である。

## 来歴
ベネズエラのカラボボ州バレンシア出身。高校は始めの3年間はウェイクフィールド高校（英語版）に、最後の1年はシャパレル高校（英語版）に通い、競技者キャリアをスタートしている。当時はセンタープレーヤーであった。2011年には合衆国ユース代表候補となり、代表合宿に参加した。
大学はデューク大学に進学し、NCAA選手権に出場。2013年には合衆国ジュニア代表候補に選出されている。2014年にはオハイオ州立大学に転学し、サイドアタッカーにコンバートされて、2015年のNCAA選手権ではオールアメリカンサードチームに選出された。
大学を卒業するやプエルトリコ女子スーペリアリーガのGigantes de Carolina（英語版）と契約してプロバレーボール選手となった。翌2016-17シーズンは大西洋を渡り、スイス・ナショナルリーグのヌーシャテル大学クラブバレーボールチーム（イタリア語版）に移籍した。
2017年4月、韓国Vリーグのトライアウトに参加し、現代建設の指名を受けて入団が決定した。

## 球歴
- 2011年 - アメリカ合衆国ユース代表候補
- 2013年 - アメリカ合衆国ジュニア代表候補

## 所属クラブ
- ウェイクフィールド高校（2008-2010年）
- シャパレル高校（2011年）
- デューク大学[1]（2012-2013年）
- オハイオ州立大学（2014-2015年）
- Gigantes de Carolina（2016年）
- ヌーシャテル大学（2016-2017年）
- 現代建設 （2017-2018年）

## 受賞歴
- 2015年 - NCAAオールアメリカン サードチーム